# 오토타치바나히메

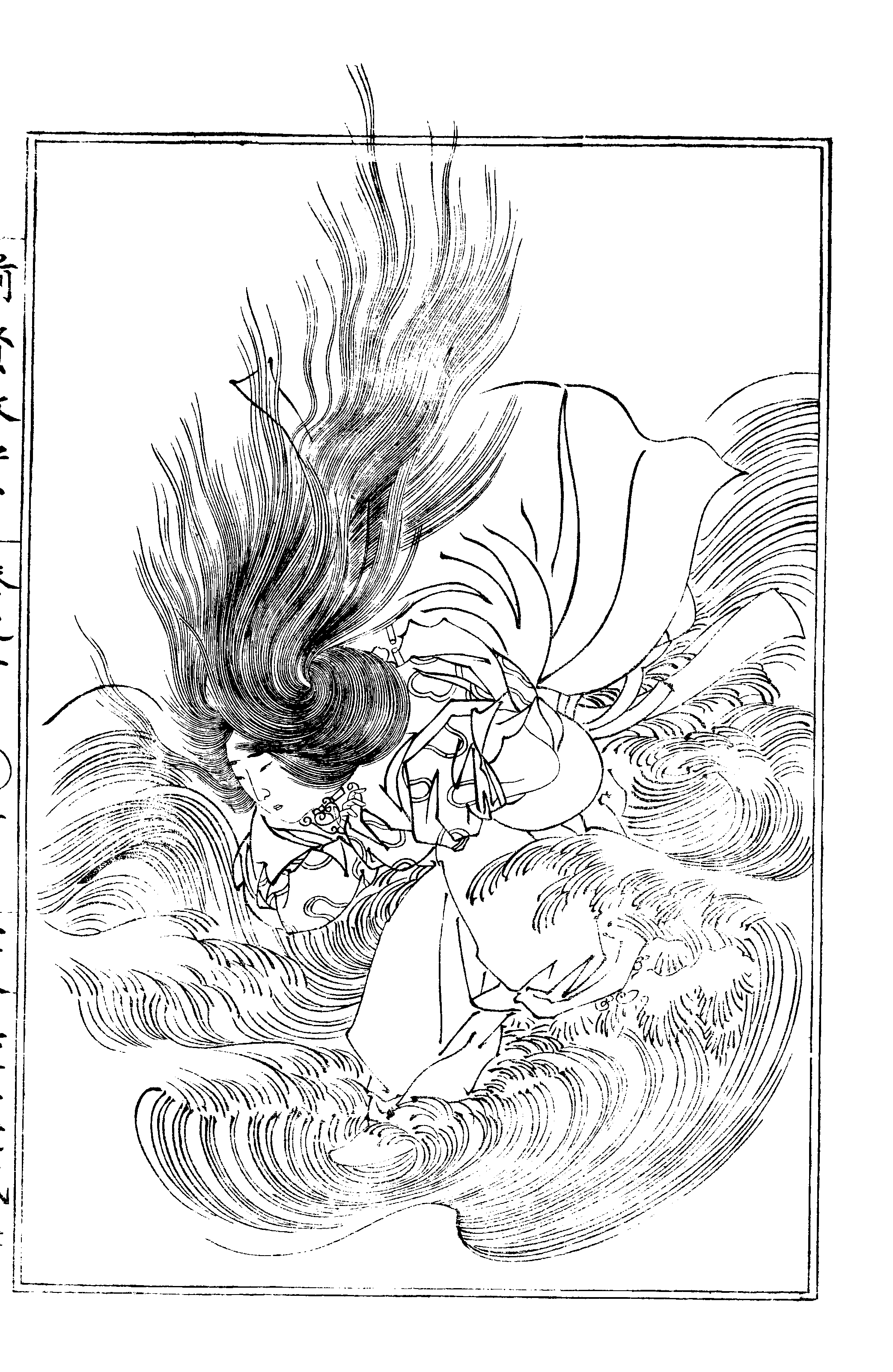
오토타치바나히메(메이지 시대의 「전현고실」)에서

오토타치바나히메 (일본어: 弟橘媛, 생년미상- 게이코 천황 40년)는, 일본의 역사서 『고사기』와 『일본서기』에 야마토타케루노 미코토(倭建命/日本武尊)의 아내로 전하고 있는 인물이다. 
'오토타치바나히메'라는 이름의 한자 표기는 일본서기에는 弟橘媛, 고사기에는 弟橘比売命로 되어 있으며, 야마토타케루의 아내라는 지위를 일본서기는 비(妃), 고사기는 후(后)라는 한자를 사용하였는데 비(妃)와 후(后)는 모두 일본어 훈독으로 기사키(きさき)이다. 

## 전승 속의 오토타치바나히메
『일본서기』에 의하면, 호즈키 씨(穂積氏)의 선조 오시야마노 스쿠네(忍山宿禰)의 딸이며 야마토타케루와의 사이에서 와카타케히코노 미코(稚武彦王)을 두었다고 되어 있다.
또 사카무(相模)로 나아가 카미츠후사(上総)로 가려고 하였다. 바다를 바라보고 「아, 작은 바다에 불과할 뿐이다. 뛰어서라도 건널 수 있으리라」고 크게 소리쳤다. 그러나 바다 가운데 이르러 폭풍이 갑자기 일어나 왕의 배가 표류하여 건널 수가 없었다. 그때에 왕을 따라온 여인이 있었다. 오토타치바나히메(弟橘媛)라 하며 호즈노우지(穂積氏) 오시야마노 스쿠네(忍山宿禰)의 딸이었다. 왕에게 「지금 풍랑이 심하여 배가 가라앉으려고 합니다. 이는 반드시 해신(海神)의 짓입니다. 천한 첩이 왕의 목숨에 대신하여 바다에 들어가렵니다.」라고 말하였다. 말이 끝나자 파도를 헤치고 들어갔다. 그러자 폭풍이 곧 그쳐 배를 해안에 댈 수가 있었다. 그러므로 사람들은 그 바다를 치수(馳水)라 하였다. 야마토타케루노 미코토(日本武尊)는 카미츠후사에서 옮겨 미치노쿠노 쿠니(陸奥国)로 들어갔다. 그때 큰 거울을 배에 걸고 해로로 아시노우라(葦浦)를 돌았다. 그리고 비스듬하게 타마노우라(玉浦)를 건너 에미시(蝦夷)의 경계에 이르렀다.
일본 지바 현(千葉県) 모바라시(茂原市) 혼노(本納)에는 다마노우라(玉浦)로 건너온 야마토타케루가 귤나무를 오토타치바나히메의 묘표로 삼았다는 전승에서 유래한 기쓰기 신사(橘樹神社)가 있다. 오토타치바나히메를 제신으로 모신 이 신사는 일본의 의례집인 연희식내사(延喜式内社)에 따르면, 가즈사 5사의 하나로, 가즈사 국 니노미야(二宮)로써 유일하게 일본의 정사(正史)에 기록이 있는  신격을 모시는 신사이기도 하다. 이 신사의 역사에는 "오토타치바나히메가 미코토(야마토타케루)에게 아뢰어 올리기를, 그대가 차고 계신 그 어검은 지난날 스사노오노 미코토(素戔嗚尊)께서 큰 구렁이의 꼬리로부터 빼낸 보검이라, 악한 신룡이 배를 뒤집고, 그 보물을 빼앗고자 하여 일으킨 폭풍이니, 저의 이 보검으로 그대를 대신하여 바닷속에 들어가 악한 용을 퇴치하고 군공과 보검을 안태하게 하고, 또한 천하 후세 사람들로 하여금 도해풍파의 어려움을 구제하고, 영원히 바닷속의 수호신이 될 것이라” 하였다는 전승에서, 신사는 해상의 수호신이라 여겨지고 있다. 동정의 군을 이끌고 보소 반도로 건너온 야마토타케루의 이후의 행군 루트는, 바다로 북상했다고도 하고, 육로로 가토리 해(香取海)로 나왔다고도 하는데, 육로 전승에도 야마토타케루의 전설이나 야마토타케루와 오토타치바나를 제신으로 하는 신사가 많다.

『고사기』는, 야키쓰(焼津)에서 사가무노 구니노미야쓰코(相武国造)에 속아 화공에 빠졌으나, 야마토히메노 미코토로부터 받은 쿠사나기의 검으로 난을 피한 야마토타케루노 미코토가 하시리미즈 해(走水海)에 이르렀을 때, 바다가 더욱 거칠어져서 앞으로 나아가기 힘들었다. 해신의 분노를 풀기 위해, 다치바나히메노 미코토는 "내가 남편인 황자(야마토타케루)의 몸을 대신해 바다 속으로 들어가오니, 부디 황자께서 동쪽으로 나아가시는 길을 보우하소서"라고 염원하고 파도 위에 왕골로 만든 거적 여덟 장, 가죽으로 만든 거적 여덟 장, 그리고 다시 명주로 만든 거적 여덟 장을 깔고 그 위에 내려가 앉아 바다에 들어갔다. 이에 파도가 잠잠해져서 배를 전진시킬 수 있었다는 것이다.
그리하여 이윽고 하시리미즈(走水)라는 바다를 건너게 되었다. 그 해협의 신이 풍랑을 일으켜 배를 빙글빙글 돌게 했기 때문에 더 이상 앞으로 항해할 수 없었다. 그러자 야마토타케루의 비(妃)인 오토타찌바나히메가 말하기를 "제가 당신을 대신하여 바다로 들어가겠습니다. 당신은 부디 동쪽 지역의 정벌을 완수하여 천황에게 보고하십시오."하고 바다 속으로 뛰어들려고 할 때 왕골로 만든  거적 여덟 장과 가죽으로 만든  거적 여덟 장, 그리고 다시 명주로 만든 거적 여덟 장을 파도 위에 깔고 그 위에 오토타찌바나히메가 내려가 앉았다. 그러자 그 거친 파도는 저절로 조용히 가라앉고 배는 앞으로 향해 나갈 수 있었다. 이때 오토타찌바나히메가 다음과 같은 노래를 지어 불렀다. 

- 　산 옆에 서있는 사가무의/조그마한 들판에서/피어오르는 불, 그 불길 속에서도/저를 불러주신 당신이여(さねさし　相武の小野に　燃ゆる火の　火中に立ちて　問ひし君はも)!

그로부터 7일 후에 오토타찌바나히메의 머리빗이 해변으로 떠내려 왔다. 그리하여 즉시 그 빗을 주워 능을 만들어 그 속에 안치를 했다.
와카는 「소부의 들판에 그 타오르는 불길 속에서마저 나의 걱정을 해 주셨던 그대」라는 의미이다. 사가무노 구니노미야쓰(코相武国造)에게 속아 야마토타케루가 화공에 걸려 있었을 때를 전하는 '고사기'에만 실려 있는 와카이다. 야마토타케루에 대한 마음이 잘 드러난다. 야마토타케루의 '나의 아내여'라는 말과 함께하면 두 사람은 단단한 인연으로 묶여 있던 것을 알 수 있다. 또한 그녀가 가지고 있던 빗은 이레 뒤에 바닷가로 떠내려왔다. 그 빗을 가지고 무덤을 세운 것이 다치바나 신사의 유래라고도 한다.
오토타치바나히메를 잊지 못했던 야마토타케루는 '일본서기'에서는 우스히 고개(碓日の嶺), 고사기에는 아시가라의 고갯길(足柄の坂本)에서 '아, 사랑하는 나의 아내여(吾妻はや)'라고 슬피 한탄하였다. 현대 일본의 동부 지역을 「아즈마」(吾妻)라고 부르는 것은, 이 고사에서 유래한다고 전한다. 이른바 '지명 기원 설화'이다.

## 히타치 국 풍토기
《히타치 국 풍토기》(常陸国風土記)에는 다치바나히메노 미코토의 언니가 오오타치바나히메노 미코토大橘比売命 또는 다치바나 오키사키橘皇后로서 등장하고, 남편 야마토타케루는 야마토타케루노 스메라미코토倭武天皇로 표기되어 있어, 부부가 각기 천황, 황후라고 불리고 있다. 나메가타 군(行方郡)조에, “또, 야마토타케루노 스메라미코토의 기사키(후) 오오타치바나비히메노 미코토, 야마토로부터 내려오시어, 이 땅에 찾으시게 되었다. 때문에 아후카 읍(安布賀邑)이라 한다."고 하여 야마토타케루가 야마토에서 내려온 오오타치바나히메노 미코토와 아후카(安布賀)라는 고을(현재의 일본 이바라키현 이타코시 및 같은 현의 나메카타시)에서 재회하였다고 하였고, 다가 군(多珂郡)조에는 "여기 스메라미코토(야마토타케루) 들판에 행차하시어 다치바나 오키사키를 보내어 바다에 임해 낚시하게 하여, 고기잡이의 이익을 서로 다투고, 산과 바다의 것으로 나누어 채집하게 되었으니"라고 하여, 야마토타케루노 스메라미코토 즉 야마토타케루가 들판, 타치바나 오키사키가 바다로 나뉘어 서로 사냥 경쟁을 한 것으로 기록되어 있다.

## 선대구사본기의 다치바나히메
『선대구사본기』 7권 천황본기에서는, 게이코 천황 항목에서 호즈미 씨 오시야마노 스쿠네의 딸 오토타치바나히메가 와카타케히코노 미코를 낳았고, 또한 세이무 천황 항목에서 오토타치바나히메가 아홉 아들 즉 와카타케히코노 미코토(稚武彦王命) ・ 이나이리와케노 미코토(稲入別命) ・ 다케카와시노 미코토(武養鷲命) ・ 아시카마미노카마미와케노 미코토(葦敢竈見別命) ・ 오키나가타와케노 미코토(息長田別命) ・ 이메히코노미코노 미코토(五十目彦王命) ・ 이가노히코노 미코(伊賀彦王) ・ 다케다노 미코(武田王) ・ 사에키노 미코토(佐伯命)을 낳는다.

## 신사와 전설
오토타치바나히메 서사의 공간적 배경은 야마토타케루가 우라가 수도(浦賀水道)로 해서 가즈사로 향할 때를 주제로 하며, 다치바나히메의 전설이나 제신으로 하는 신사가 가즈사(지바 현)에 많이 분포되어 있다. 하지만 지바 현 외에도 간토 일원에 아즈마 신사(吾妻神社/吾嬬神社)라 불리는 신사가 분포하고, 지바현 모바라시 기쓰기 신사와 동명의 신사가 가나가와현 등지에 존재한다. 그 외에, 노보노 신사(能褒野神社)나 하시리미즈 신사(走水神社)처럼 야마토타케루를 모신 신사에 합사되어 있는 예도 있다. 그 밖에 호즈미 씨가 이시키리 쓰루기야 신사(石切劔箭神社)의 사가(社家)의 조상에 해당하는 연고로 해서 이 신사의 카미노 사(上之社)의 부도 신사(婦道神社)에도 오토타치바나히메가 제신으로서 모셔지고 있다.
현재의 일본 도쿄만(東京湾) 연안의 소데가우라시(袖ケ浦市)와 나라시노시(習志野市)에 소데가우라(袖ケ浦)라고 하는 지명이 있는데, 이것은 오토타치바나히메가 입고 있던 웃옷이 떠내려 왔다는 전설에서 명명된 지명이라고 말해진다. 오른쪽과 왼쪽 소매 중 한쪽 소매가 소데가우라에, 다른 하나가 나라시노에 떠내려 왔다고도 한다. 유명한 상록의 타치바나(常緑の橘)는 옛날부터 성수로 간주되었으며, 오토타치바나히메를 무녀의 시조로 간주하는 설도 뿌리깊다.

## 같이 보기
- 동쪽 · 도고쿠
- 다마자키 신사(玉崎神社)
- 아네자키 신사(姉埼神社)
- 소가히메 신사(蘇我比咩神社)
- 기미사라즈 타워

## 참고 문헌
- 연민수 외 역주 『동북아역사 자료총서123 역주 일본서기 1』 동북아역사재단, 2013년
- 노성환 역주 『역주 고사기』 민속원, 2009년
- 宇治谷孟 『日本書紀（上）全現代語訳』、講談社、1988年 ISBN 4-06-158833-8
- 次田真幸 『古事記（中）全訳注』、講談社、1980年 ISBN 4-06-158208-9
- 植垣節也 『風土記　新編日本古典文学全集5』、小学館、1997年 ISBN 4-09-658005-8
- 菊池利夫 『東京湾史』 大日本図書印刷 1974年
- 小野一之・鈴木彰・谷口榮・樋口州男 『人物伝小辞典 古代・ 中世編』、東京堂出版 2004年